# Джой Лори
Жан-Пиер Имбохори (на френски: Jean-Pierre Imbrohoris) е френски журналист, сценарист и писател на произведения в жанра исторически роман и еротичен любовен роман. Известен е под псевдонима Джой Лори (на френски: Joy Laurey).

## Биография и творчество
Жан-Пиер Имброхори е роден на 6 август 1943 г. в Марсилия, Франция.
Първият му роман „Toute la vérité“ (Цялата истина) в съавторство с Рене-Виктор Пилеш е издаден през 1977 г.
През 1981 г. е издаден еротичният му роман „Джой“ под псевдонима Джой Лори. Продължението му „Джой и Жоан“ излиза през 1982 г. Романите стават бестселъри и в следващите години са екранизирани в едноименни филми с участието на Клаудия Уди, Бриджит Лахай или Зара Уайтс.
Жан-Пиер Имброхори умира в автомобилна катастрофа на 13 декември 1993 г. в Монтелимар, заедно със съпругата си, писателката Натали Перо, техния син, и писателката Ванеса Дурие.

## Произведения

### Като Жан-Пиер Имброхори
- Toute la vérité (1977) – с Рене-Виктор Пилеш
- La flibustière (1981)
- Indomptable Marion (1982)
- Marion du Faouët (1988)
- Démences meurtrières (1993)

### Като Джой Лори
- Joy (1981)
Джой, изд. „Джентиле и сие“ (1992), прев. Красимира Матева
- Joy and Joan (1982)
Джой и Жоан, изд. „Джентиле и сие“ (1992), прев. Красимира Матева
- Joy in Love (1986)
- Jessica (1987)
- The return of Joy (1989)

### Екранизации
- 1983 Joy
- 1985 Joy et Joan
- 1992 Joy in Love – ТВ сериал, 3 епизода
- 1992 Joy en Afrique – ТВ филм
- 1992 Joy à San Francisco – ТВ филм
- 1992 Joy à Moscou – ТВ филм
- 1992 Joy à Hong Kong – ТВ филм
- 1993 Joy et Joan chez les pharaons